# Виладеканс
Виладеканс (шп. Viladecans) град је у Шпанији у аутономној заједници Каталонија у покрајини Барселона. Према процени из 2008. у граду је живело 62.573 становника.

## Становништво
Према процени, у граду је 2008. живело 62.573 становника.
| 1991.  | 2001.  |
| ------ | ------ |
| 48.294 | 56.841 |

## Партнерски градови
- Сент Ерблен